# Alexandre Onassis
Alexandre Onassis (grec moderne : Αλέξανδρος Ωνάσης / Aléxandros Onásis, anglais : Alexander Onassis ; (1948-1973) est un héritier grec fils d'Aristote Onassis.

## Biographie
Il est né le 30 avril 1948 à Washington Heights (New York) du mariage d'Aristote Onassis et de sa première femme Athina Livanos. Il a une sœur Christina Onassis. Il est le petit fils de Stavros Livanos (en).
Il étudie à la maison avec des professeurs privés. Il passe son bac à Paris. Ses parents divorcent en 1960.
En 1965, il commence à travailler pour son père à Monaco pour un salaire de 12 000 dollars par an. Il fréquente le modèle Odile Rodin puis Fiona Campbell-Walter dite « la baronne Thyssen », divorcée du baron Hans Heinrich von Thyssen Bornemisza.
En 1967, il passe la licence de pilote d'avion et devient le président de la compagnie aérienne Olympic Aviation, une branche de la compagnie Olympic Airways créée par son père.
Il meurt en janvier 1973 à l'âge de 24 ans dans un accident d'avion, dans un Piaggio P136 à l'aéroport international d'Hellinikon où il était passager. Les causes de l'accident ont fait l'objet d'un livre.
Sa mère meurt en 1974 d'une overdose et son père en 1975.
Il est enterré sur l'île de Skorpios. En sa mémoire, son père met en place la Fondation Alexandre Onassis, qui finance des projets en lien avec la civilisation grecque.